# Linia kolejowa nr 3
Linia kolejowa nr 3 Warszawa Zachodnia – Kunowice – zelektryfikowana, w większości dwutorowa, magistralna linia kolejowa o znaczeniu państwowym, łącząca stację Warszawa Zachodnia z Granicą Państwa.
Linia stanowi drugą co do długości linię kolejową w Polsce (krótsza o 17,889 km od linii kolejowej Chorzów Batory – Tczew) oraz fragment międzynarodowej linii kolejowej E 20 (Berlin – Kunowice – Poznań – Kutno – Sochaczew – Warszawa – Terespol – Moskwa).

## Przebieg
Tor parzysty linii rozpoczyna się na rozjeździe 10 na stacji Warszawa Zachodnia i w tym miejscu styka się z linią kolejową Warszawa Zachodnia – Terespol. Dalej biegnie przez peron 5 torem 6 na podanej stacji; później od linii odgałęzia się linia kolejowa Warszawa Zachodnia – Warszawa Czyste T201,2S, która przechodzi pod linią. Następnie linia jedzie pod wiaduktem linii kolejowej Warszawa Zachodnia – Kraków Główny, nad torem linii kolejowej Warszawa Zachodnia – Grodzisk Mazowiecki i od tego momentu znajduje się między torami linii nr 447.
Linia przechodzi przez peron 2 torem 2Ł na przystanku Warszawa Włochy, a na rozjeździe 21 bieg rozpoczyna tor nieparzysty linii – od tego miejsca linia jest dwutorowa. Tor parzysty wraz z linią kolejową Warszawa Włochy – Warszawa Włochy T3Ł przechodzi nad torem linii nr 447 oraz linią kolejową Warszawa Zachodnia – Katowice i spotyka się z torem nieparzystym – odtąd tory biegną równolegle, obok siebie.
Między przystankami Warszawa Ursus Północny i Warszawa Gołąbki linia przebiega wiaduktem nad linią kolejową Warszawa Główna Towarowa – Józefinów oraz torem linii kolejowej Warszawa Główna Towarowa – Warszawa Gołąbki. Następnie przechodzi pod fragmentem ekspresowej obwodnicy Warszawy, dalej przez Ożarów Mazowiecki, Płochocin, Błonie, Sochaczew, a na stacji Bednary odgałęzia się linia kolejowa Bednary – Łódź Kaliska. Potem biegnie przez peron 1 na stacji Łowicz Główny, gdzie dochodzą linia kolejowa Łowicz Główny ŁG1 – Łowicz Przedmieście oraz linia kolejowa Skierniewice – Łowicz Główny, by później przejść nad Bzurą i pod Autostradą Bursztynową do peronu 2 na stacji Kutno, gdzie styka się z linią kolejową Łódź Widzew – Kutno, linią kolejową Kutno – Piła Główna oraz linią kolejową Kutno – Brodnica.
Od Kutna linia dochodzi do posterunku odgałęźnego Zamków, skąd odgałęziają się linia kolejowa Zamków – Borysławice oraz linia kolejowa Ponętów – Zamków; dalej biegnie pod wiaduktem linii kolejowej Chorzów Batory – Tczew i dociera do stacji Barłogi, gdzie spotyka się z linią kolejową Barłogi – Borysławice oraz linią kolejową Ponętów – Barłogi. Potem przebiega przez Kłodawę, Koło, Konin i Strzałkowo do posterunku odgałęźnego Sokołowo Wrzesińskie, skąd odchodzi linia kolejowa Sokołowo Wrzesińskie – Września. Dalej biegnie wiaduktem nad linią kolejową Oleśnica – Chojnice, a na stacji Podstolice styka się z linią kolejową Września – Podstolice. Podane linie są eksploatowane przez pociągi podmiejskie i dalekobieżne w celu dojazdu do stacji Września.
Linia przebiega przez Neklę, następnie pod wschodnią obwodnicą Poznania, po czym przez Kostrzyn do Swarzędza, gdzie odgałęzia się linia kolejowa Swarzędz – Poznań Starołęka wschodząca w skład Towarowej Obwodnicy Poznania. Na wysokości posterunku odgałęźnego Poznań Antoninek odchodzi linia kolejowa Poznań Antoninek – Nowa Wieś Poznańska, a potem biegnie pod linią kolejową Poznań Krzesiny – Kobylnica do peronu 3 na stacji Poznań Wschód, gdzie schodzą się linia kolejowa Poznań Wschód – Skandawa oraz linia kolejowa Poznań Wschód – Bydgoszcz Główna. Linia przecina Wartę i dociera do peronów 1 i 2 na stacji Poznań Główny, gdzie schodzą się linia kolejowa Kluczbork – Poznań Główny, linia kolejowa Wrocław Główny – Poznań Główny oraz linia kolejowa Poznań Główny – Szczecin Główny.
Linia nr 3 biegnie dalej nad linią nr 271 oraz torem linii kolejowej Poznań Starołęka PSK – Poznań Górczyn do stacji Poznań Górczyn. Następnie przechodzi pod zachodnią obwodnicą Poznania oraz Autostradą Wolności, po czym przez Buk, Opalenicę, Nowy Tomyśl i Zbąszyń, gdzie spotyka się z linią kolejową Leszno – Zbąszyń. Dalej przebiega do posterunku odgałęźnego Chlastawa, skąd odgałęziają się linia kolejowa Chlastawa – Kosieczyn i linia kolejowa Chlastawa – Dąbrówka Zbąska oraz biegnąc równolegle do linii kolejowej Zbąszynek – Gorzów Wielkopolski dochodzi do stacji Zbąszynek.
Linia przechodzi pod wiaduktem linii kolejowej Zbąszynek – Gubin, po czym pod drogą ekspresową S3, przez Świebodzin, Torzym, ponownie pod Autostradą Wolności i dochodzi do peronów 1 i 2 na stacji Rzepin, gdzie zbiegają się linia kolejowa Wierzbno – Rzepin, linia kolejowa Jerzmanice Lubuskie – Rzepin RzB oraz linia kolejowa Rzepin RzB – Drzeńsko. Potem przechodzi pod linią nr 822 i linią kolejową Wrocław Główny – Szczecin Główny, po chwili przez Kunowice i Słubice. Linia kończy bieg na granicy polsko-niemieckiej, w miejscu dawnego przejścia granicznego Kunowice-Frankfurt na Odrze.
Linia jest podzielona na 20 odcinków:
- A: Warszawa Zachodnia – Warszawa Włochy (od 2,515 do 6,804)
- B: Warszawa Włochy – Warszawa Gołąbki (od 6,804 do 10,719)
- C: Warszawa Gołąbki – Bednary (od 10,719 do 72,327)
- D: Bednary – Łowicz Główny (od 72,327 do 80,649)
- E: Łowicz Główny – Kutno (od 80,649 do 125,903)
- F: Kutno – Zamków (od 125,903 do 163,832)
- G: Zamków – Barłogi (od 163,832 do 166,107)
- H: Barłogi – Konin (od 166,107 do 204,496)
- J: Konin – Sokołowo Wrzesińskie (od 204,496 do 253,293)
- K: Sokołowo Wrzesińskie – Podstolice (od 253,293 do 262,729)
- L: Podstolice – Swarzędz (od 262,729 do 291,618)
- M: Swarzędz – Poznań Antoninek (od 291,618 do 294,112)
- N: Poznań Antoninek – Poznań Wschód (od 294,112 do 298,997)
- O: Poznań Wschód – Poznań Główny (od 298,997 do 304,656)
- P: Poznań Główny – Poznań Górczyn (od 304,656 do 309,197)
- R: Poznań Górczyn – Chlastawa (od 309,197 do 382,754)
- S: Chlastawa – Zbąszynek (od 382,754 do 385,628)
- T: Zbąszynek – Dąbrówka Zbąska (od 385,628 do 387,742)
- U: Dąbrówka Zbąska – Rzepin (od 387,742 do 460,781)
- W: Rzepin – Kunowice (GP) (od 460,781 do 478,098)

## Historia

### XIX wiek
Pierwszy projekt połączenia Poznania z Frankfurtem nad Odrą powstał w maju 1842 r., kiedy to marszałek sejmu prowincjonalnego Stanisław Poniński, burmistrz Poznania Eugeniusz Naumann i Karol Marcinkowski wystosowali odezwę do ziemian i mieszczan poznańskich w powyższej sprawie. Powołano specjalną komisję, a Gazeta Wielkiego Księstwa Poznańskiego szczegółowo opisywała postępy przy realizacji projektu. Nie doszedł on jednak do skutku z uwagi na odkładanie decyzji przez rząd pruski.
Od połowy lat 40. XIX w. trwały prace nad projektem budowy mostu na Odrze w okolicach Frankfurtu – zamysłem było połączenie Frankfurtu z Rzepinem, a dalej ze Śląskiem oraz Szczecinem. W latach 60. XIX w. padła także propozycja przebiegu linii przez Świebodzin; 20 kwietnia 1864 r. król Wilhelm I udzielił koncesji na budowę linii przez miasto. Prace na odcinku Mostki – Zbąszyń rozpoczęły się w lutym 1868 r. Odcinek oficjalnie oddano do użytku 25 czerwca 1870 r. i pierwotnie był jednotorowy. W 1871 r. zbudowano wspomniany most na Odrze, który był przygotowany pod budowę drugiego toru. Tor został ułożony w 1899 r., a dodatkowy tor do Poznania powstał 30 lat później.

### Dwudziestolecie międzywojenne
Po traktacie wersalskim, podpisanym 28 czerwca 1919 r., w wyniku określenia granic między Polską a Niemcami, stacja w Zbąszyniu (niem. Bentschen) znalazła się po stronie polskiej, więc władze niemieckie, nieposiadające po swojej stronie stacji granicznej, postanowiły zbudować nowoczesny technicznie dworzec i osiedle kolejarskie, które nazwano Neu Bentschen – dosł. Nowy Zbąszyń (obecnie Zbąszynek). W 1921 r. zbudowano 111 km dodatkowego toru z Kutna przez Konin do Strzałkowa. W latach 1925–1930 zmieniono przebieg linii na odcinku Chlastawa – Dąbrówka Zbąska. Pierwotny odcinek linii, wybudowany w 1870 r., pozostał czynny (powstał tymczasowy posterunek odgałęźny Boleń) do czasów przebudowy linii kolejowej Zbąszynek – Gorzów Wielkopolski jako tymczasowy przebieg linii do Gorzowa Wielkopolskiego. 15 maja 1930 r. Warszawa otrzymała bezpośrednie, regularne połączenie z Poznaniem, a 14 września 1930 r. ukończono prace na dworcu w Zbąszynku, umożliwiając tym samym uruchomienie połączenia z Berlinem oraz Europą Zachodnią.
Zmieniono także przebieg linii na odcinku Poznań Górczyn – Poznań Główny, dzięki czemu umożliwiono wjazd przez nieistniejący już posterunek odgałęźny Poznań Główny Ppd na wybudowaną w 1919 r., a zlikwidowaną w 1997 r. stację Poznań Główny Towarowy. Pierwotny przebieg linii to częściowo rozebrane bocznice stacji Poznań Górczyn odgałęziające się na wschodniej głowicy stacji w kierunku ulicy Hetmańskiej.

### II wojna światowa
Podczas II wojny światowej linia służyła przede wszystkim do przewozu wojska, sprzętu, amunicji i innego zaopatrzenia w jedną stronę, a rannych, urlopowiczów, jeńców i łupy wojenne w drugą stronę. Linia z tego względu była przeciążona i zdarzały się na niej liczne, niekiedy groźne wypadki – około 1942 r. w okolicach Świebodzina doszło do zderzenia pociągu pośpiesznego przewożącego wojskowych z tyłem pociągu z cysternami zjeżdżającego na bocznicę kolejową. W wyniku tego zdarzenia część cystern zapaliła się, a załoga lokomotywy, kolejarze, podróżni i wojskowi przebywających w wagonach spłonęli żywcem.
Stacja Kutno i szlak na odcinku Nowe Kutnowskie – Kutno uległy przebudowie w 1943 r., kiedy to Dyrekcja Kolei Rzeszy dokonała korekty przebiegu linii w związku z rozbudową lokomotywowni wachlarzowej Kutno Azory. Przebieg dawnej linii wyznacza dziś linia kolejowa Kutno – Kutno Azory Lokomotywownia, której kilometraż pokrywa się częściowo z linią kolejową nr 3, stanowiąc dojazd do lokomotywowni Kutno Azory. Stacja Września uległa natomiast dwóm przebudowom: w czasie II wojny światowej oraz w 1977 r. Podczas pierwszej przebudowy w czasie II wojny światowej zmieniono przebieg linii (dzisiejszej linii kolejowej Września – Podstolice) w związku z wydłużeniem południowej głowicy stacji Września. Stary przebieg trasy wyznacza dziś ulica Jagodowa we Wrześni.
Przesuwająca się w stronę Niemiec Armia Czerwona odbudowywała zniszczone mosty oraz tory kolejowe, a dodatkowo układała równolegle obok toru normalnego (1435 mm) tor szeroki (1524 mm) w celu uniknięcia przeładunków. Tor szeroki omijał Poznań od strony południowej i prowadził do Berlina. Po konferencji poczdamskiej tor szeroki został rozebrany, gdyż sprawiał wiele trudności przy skrzyżowaniach z torem normalnym oraz utrudniał obsługę węzłów kolejowych. Do przebudowy linii kolejowej częściowo użyto torów pozyskanych z linii kolejowej Sulechów – Świebodzin.

### Lata powojenne
Do 1994 r. linia kolejowa stanowiła główną arterię transportową łączącą Związek Radziecki z Niemiecką Republiką Demokratyczną. Była to jedyna linia bloku wschodniego wykorzystywana do regularnego ruchu pasażerskiego z Europą Zachodnią. Podczas drugiej przebudowy węzła Września dokonano zmiany przebiegu linii poprzez budowę odcinka Sokołowo Wrzesińskie – Podstolice (w 1977 r.) oraz korektę przebiegu za stacją Podstolice w kierunku Nekli. Pozostałościami korekty przebiegu linii są czynne linie Sokołowo Wrzesińskie – Września i Września – Podstolice oraz działki ewidencyjne po starym przebiegu linii od Podstolic do Nekli. Linia była wielokrotnie naprawiana, przebudowywana i została całkowicie zelektryfikowana w maju 1984 r.

## Charakterystyka techniczna
Linia w całości jest klasy D3, maksymalny nacisk osi wynosi 221 kN dla lokomotyw oraz wagonów, a maksymalny nacisk liniowy wynosi 71 kN. Sieć trakcyjna jest przystosowana, w zależności od odcinka, do maksymalnej prędkości od 140 km/h do 200 km/h; obciążalność prądowa wynosi od 1700 A do 2730 A, a minimalna odległość między odbierakami prądu wynosi 7 m. Linia wyposażona jest w elektromagnesy samoczynnego hamowania pociągów oraz dwukierunkową samoczynną blokadę liniową – trzystawna na odcinku Warszawa Zachodnia – Warszawa Gołąbki i czterostawna na odcinku Warszawa Gołąbki – Kunowice (GP).
Linia dostosowana jest, w zależności od odcinka, do prędkości od 60 km/h do 160 km/h, a jej prędkość konstrukcyjna wynosi 160 km/h. Obowiązują następujące prędkości maksymalne dla pociągów:
| Tor nieparzysty (kierunek: Granica Państwa) | Tor nieparzysty (kierunek: Granica Państwa) | Tor nieparzysty (kierunek: Granica Państwa) | kilometraż | kilometraż | Tor parzysty (kierunek: Warszawa Zachodnia) | Tor parzysty (kierunek: Warszawa Zachodnia) | Tor parzysty (kierunek: Warszawa Zachodnia) |
| Pociągi pasażerskie                         | Autobusy szynowe i EZT                      | Pociągi towarowe                            | od         | do         | Pociągi pasażerskie                         | Autobusy szynowe i EZT                      | Pociągi towarowe                            |
| odcinek jednotorowy                         | odcinek jednotorowy                         | odcinek jednotorowy                         | 2,515      | 6,500      | 90                                          | 90                                          | 60                                          |
| odcinek jednotorowy                         | odcinek jednotorowy                         | odcinek jednotorowy                         | 6,500      | 7,022      | 70                                          | 70                                          | 60                                          |
| 70                                          | 70                                          | 70                                          | 7,022      | 8,400      | 70                                          | 70                                          | 60                                          |
| 100                                         | 100                                         | 70                                          | 8,400      | 10,100     | 100                                         | 100                                         | 60                                          |
| 120                                         | 120                                         | 70                                          | 10,100     | 11,000     | 100                                         | 100                                         | 60                                          |
| 120                                         | 120                                         | 70                                          | 11,000     | 11,300     | 120                                         | 120                                         | 60                                          |
| 120                                         | 120                                         | 100                                         | 11,300     | 11,400     | 120                                         | 120                                         | 60                                          |
| 150                                         | 150                                         | 100                                         | 11,400     | 12,200     | 150                                         | 150                                         | 100                                         |
| 160                                         | 160                                         | 100                                         | 12,200     | 21,000     | 160                                         | 160                                         | 100                                         |
| 130                                         | 130                                         | 100                                         | 21,000     | 23,900     | 130                                         | 130                                         | 100                                         |
| 110                                         | 110                                         | 100                                         | 23,900     | 24,400     | 110                                         | 110                                         | 100                                         |
| 140                                         | 140                                         | 100                                         | 24,400     | 27,200     | 140                                         | 140                                         | 100                                         |
| 160                                         | 160                                         | 100                                         | 27,200     | 30,100     | 160                                         | 160                                         | 100                                         |
| 160                                         | 160                                         | 100                                         | 30,100     | 53,100     | 160                                         | 160                                         | 100                                         |
| 100                                         | 100                                         | 100                                         | 53,100     | 54,100     | 100                                         | 100                                         | 100                                         |
| 120                                         | 120                                         | 100                                         | 54,100     | 55,700     | 100                                         | 100                                         | 100                                         |
| 120                                         | 120                                         | 100                                         | 55,700     | 56,400     | 120                                         | 120                                         | 100                                         |
| 140                                         | 140                                         | 100                                         | 56,400     | 62,700     | 140                                         | 140                                         | 100                                         |
| 120                                         | 120                                         | 100                                         | 62,700     | 66,600     | 120                                         | 120                                         | 100                                         |
| 140                                         | 140                                         | 100                                         | 66,600     | 70,300     | 140                                         | 140                                         | 100                                         |
| 160                                         | 160                                         | 100                                         | 70,300     | 75,400     | 160                                         | 160                                         | 100                                         |
| 130                                         | 130                                         | 100                                         | 75,400     | 77,600     | 130                                         | 130                                         | 100                                         |
| 110                                         | 110                                         | 100                                         | 77,600     | 78,850     | 110                                         | 110                                         | 100                                         |
| 100                                         | 100                                         | 100                                         | 78,850     | 81,200     | 100                                         | 100                                         | 100                                         |
| 140                                         | 140                                         | 100                                         | 81,200     | 82,600     | 140                                         | 140                                         | 100                                         |
| 160                                         | 160                                         | 100                                         | 82,600     | 94,200     | 160                                         | 160                                         | 100                                         |
| 160                                         | 160                                         | 100                                         | 94,200     | 105,800    | 160                                         | 160                                         | 100                                         |
| 160                                         | 160                                         | 100                                         | 105,800    | 122,100    | 160                                         | 160                                         | 100                                         |
| 160                                         | 160                                         | 100                                         | 122,100    | 124,500    | 160                                         | 160                                         | 100                                         |
| 100                                         | 100                                         | 70                                          | 124,500    | 126,276    | 100                                         | 100                                         | 70                                          |
| odcinek jednotorowy                         | odcinek jednotorowy                         | odcinek jednotorowy                         | 126,276    | 126,327    | 100                                         | 100                                         | 70                                          |
| 100                                         | 100                                         | 70                                          | 126,327    | 129,000    | 100                                         | 100                                         | 70                                          |
| 130                                         | 130                                         | 100                                         | 129,000    | 130,600    | 130                                         | 130                                         | 100                                         |
| 160                                         | 160                                         | 100                                         | 130,600    | 164,200    | 160                                         | 160                                         | 100                                         |
| 160                                         | 160                                         | 80                                          | 164,200    | 165,650    | 160                                         | 160                                         | 120                                         |
| 160                                         | 160                                         | 80                                          | 165,650    | 167,950    | 120                                         | 120                                         | 120                                         |
| 160                                         | 160                                         | 80                                          | 167,950    | 172,000    | 160                                         | 160                                         | 120                                         |
| 160                                         | 160                                         | 120                                         | 172,000    | 174,330    | 160                                         | 160                                         | 120                                         |
| 160                                         | 160                                         | 120                                         | 174,330    | 174,760    | 100                                         | 100                                         | 100                                         |
| 100                                         | 100                                         | 100                                         | 174,760    | 175,470    | 100                                         | 100                                         | 100                                         |
| 160                                         | 160                                         | 120                                         | 175,470    | 199,380    | 160                                         | 160                                         | 120                                         |
| 140                                         | 140                                         | 120                                         | 199,380    | 204,180    | 140                                         | 140                                         | 120                                         |
| 160                                         | 160                                         | 120                                         | 204,180    | 231,280    | 160                                         | 160                                         | 120                                         |
| 140                                         | 140                                         | 120                                         | 231,280    | 232,420    | 140                                         | 140                                         | 120                                         |
| 160                                         | 160                                         | 120                                         | 232,420    | 232,450    | 140                                         | 140                                         | 120                                         |
| 160                                         | 160                                         | 120                                         | 232,450    | 290,000    | 160                                         | 160                                         | 120                                         |
| 160                                         | 160                                         | 80                                          | 290,000    | 290,850    | 160                                         | 160                                         | 80                                          |
| 140                                         | 140                                         | 80                                          | 290,850    | 295,300    | 140                                         | 140                                         | 80                                          |
| 130                                         | 130                                         | 80                                          | 295,300    | 297,800    | 130                                         | 130                                         | 80                                          |
| 100                                         | 100                                         | 80                                          | 297,800    | 302,800    | 100                                         | 100                                         | 80                                          |
| 90                                          | 90                                          | 80                                          | 302,800    | 309,600    | 90                                          | 90                                          | 80                                          |
| 120                                         | 120                                         | 80                                          | 309,600    | 311,000    | 120                                         | 120                                         | 80                                          |
| 160                                         | 160                                         | 80                                          | 311,000    | 373,100    | 160                                         | 160                                         | 80                                          |
| 160                                         | 160                                         | 100                                         | 373,100    | 378,400    | 160                                         | 160                                         | 100                                         |
| 120                                         | 120                                         | 100                                         | 378,400    | 382,500    | 120                                         | 120                                         | 100                                         |
| 100                                         | 100                                         | 100                                         | 382,500    | 385,600    | 100                                         | 100                                         | 100                                         |
| 60                                          | 60                                          | 60                                          | 385,600    | 386,400    | 60                                          | 60                                          | 60                                          |
| 100                                         | 100                                         | 100                                         | 386,400    | 388,750    | 100                                         | 100                                         | 100                                         |
| 120                                         | 120                                         | 100                                         | 388,750    | 393,900    | 120                                         | 120                                         | 100                                         |
| 160                                         | 160                                         | 100                                         | 393,900    | 405,800    | 160                                         | 160                                         | 100                                         |
| 120                                         | 120                                         | 100                                         | 405,800    | 408,500    | 120                                         | 120                                         | 100                                         |
| 160                                         | 160                                         | 100                                         | 408,500    | 419,600    | 160                                         | 160                                         | 100                                         |
| 150                                         | 150                                         | 100                                         | 419,600    | 422,400    | 150                                         | 150                                         | 100                                         |
| 160                                         | 160                                         | 100                                         | 422,400    | 475,700    | 160                                         | 160                                         | 100                                         |
| 140                                         | 140                                         | 100                                         | 475,700    | 477,400    | 140                                         | 140                                         | 100                                         |
| 80                                          | 80                                          | 80                                          | 477,400    | 477,907    | 80                                          | 80                                          | 80                                          |
| 100                                         | 100                                         | 100                                         | 477,907    | 478,098    | 100                                         | 100                                         | 100                                         |

Linia znajduje się w Wykazie linii, na których nie jest dostępna zdolność przepustowa lub dostępna zdolność przepustowa jest ograniczona i są na niej przeprowadzane regularne, nocne, 4-godzinne przerwy techniczne. Planowane jest poprawienie przepustowości na odcinku Warszawa – Kutno poprzez: przebudowę blokady liniowej (srk) na odcinku Warszawa Włochy – Warszawa Gołąbki, przebudowę układu torowego punktów Warszawa Gołąbki i Ożarów Mazowiecki oraz rozbudowę układu torowego do czterotorowego na linii wlotowej do Warszawy.

## Infrastruktura

### Rozgałęzienia
| Punkt                      | Linia | Linia                      | Linia            |
| Punkt                      | numer | kierunek                   | status           |
| Warszawa Zachodnia         | 2     | Granica Państwa (Terespol) | czynna           |
| Warszawa Zachodnia         | 46    | Warszawa Czyste            | czynna           |
| Warszawa Włochy            | 457   | Warszawa Włochy R22        | czynna           |
| Warszawa Gołąbki           | 507   | Warszawa Główna Towarowa   | czynna           |
| Bednary                    | 15    | Łódź Kaliska               | czynna           |
| Łowicz Główny              | 11    | Skierniewice               | czynna           |
| Łowicz Główny              | 531   | Łowicz Przedmieście        | czynna           |
| Kutno                      | 16    | Łódź Kaliska               | czynna           |
| Kutno                      | 18    | Piła Główna                | czynna           |
| Kutno                      | 33    | Brodnica                   | czynna           |
| Zamków                     | 544   | Borysławice                | czynna           |
| Zamków                     | 740   | Ponętów                    | czynna           |
| Barłogi                    | 737   | Ponętów                    | czynna           |
| Barłogi                    | 809   | Borysławice                | czynna           |
| Konin                      | 388   | Kazimierz Biskupi          | częściowo czynna |
| Sokołowo Wrzesińskie       | 807   | Września                   | czynna           |
| Podstolice                 | 808   | Września                   | czynna           |
| Swarzędz                   | 352   | Poznań Starołęka           | czynna           |
| Poznań Antoninek           | 804   | Nowa Wieś Poznańska        | czynna           |
| Poznań Wschód              | 353   | Granica Państwa (Skandawa) | czynna           |
| Poznań Wschód              | 356   | Bydgoszcz Główna           | czynna           |
| Poznań Główny              | 272   | Kluczbork                  | czynna           |
| Poznań Górczyn             | 801   | Poznań Starołęka PSK       | czynna           |
| Opalenica                  | 376   | Kościan                    | nieczynna        |
| Zbąszyń                    | 359   | Leszno                     | czynna           |
| Chlastawa                  | 819   | Kosieczyn                  | czynna           |
| Chlastawa                  | 820   | Dąbrówka Zbąska            | czynna           |
| Zbąszynek                  | 367   | Gorzów Wielkopolski        | czynna           |
| Zbąszynek                  | 982   | Zbąszynek R463             | czynna           |
| Dąbrówka Zbąska            | 820   | Chlastawa                  | czynna           |
| Świebodzin                 | 384   | Sulechów                   | nieczynna        |
| Toporów                    | 375   | Międzyrzecz                | częściowo czynna |
| Rzepin                     | 364   | Wierzbno                   | częściowo czynna |
| Rzepin                     | 981   | Rzepin RzB R102 T44        | czynna           |
| Kunowice                   | 386   | Cybinka                    | nieczynna        |
| Granica Państwa (Kunowice) | 490   | Frankfurt (Oder)           | czynna           |

### Posterunki ruchu i punkty ekspedycyjne
Na linii znajdują się 92 różne punkty eksploatacyjne, w tym 35 stacji kolejowych, 48 przystanków i 9 posterunków odgałęźnych.
| Rodzaj i nazwa                                     | Zdjęcie | Liczba peronów | Liczba krawędzi peronowych | Infrastruktura | Dawne nazwy |
| stacja Warszawa Zachodnia ♿︎                       |         | 8              | 16                         | - przejście pod torami - kasy biletowe - biletomaty (IC, KM, ŁKA) - przechowalnia bagażu - parking - sieć Wi-Fi - punkt gastronomiczny - kiosk - informacja dla podróżnych                                                                 | Warschau Vorbahnhof (1915 – 1918) Przystanek nr 6 (1918 – 1924) Warszawa Zachodnia (1925 – 1939) Warschau West (1939 – 1944) Warschau West Personenbahnhof (1944 – 1945)                                             |
| posterunek odgałęźny przystanek Warszawa Włochy ♿︎ |         | 2              | 3                          | - przejście pod torami - kasy biletowe - biletomat KM - punkt gastronomiczny - informacja dla podróżnych | Włochy (1885 – 1957) |
| przystanek Warszawa Ursus Północny ♿︎              |         | 2              | 2                          | - przejście pod torami | Ursus Północny (1970 – 1978) |
| posterunek odgałęźny przystanek Warszawa Gołąbki   |         | 1              | 2                          | - kładka | Gołąbki (1914 – 1978) |
| stacja Ożarów Mazowiecki ♿︎                        |         | 1              | 2                          | - kładka - kasy biletowe - biletomat KM - parking - informacja dla podróżnych | Ożarów (1902 – 1940) Ozarow (1939 – 1940) Ozarow bei Warschau (1941 – 1945) Ożarów (1945 – 1989) |
| posterunek bocznicowy Płochocin Polmos             |         |                |                            | | |
| przystanek Płochocin ♿︎                            |         | 2              | 2                          | - przejście pod torami - kasy biletowe - parking - informacja dla podróżnych | |
| przystanek Błonie Rokitno ♿︎                       |         | 2              | 2                          | - informacja dla podróżnych - przejście na poziomie szyn | |
| stacja Błonie ♿︎                                   |         | 2              | 4                          | - przejście pod torami - kasy biletowe - biletomat KM - parking - informacja dla podróżnych | Błonie (1902 – 1915) Blonie (1915 – 1918) Błonie (1918 – 1939) Blonie (1939 – 1945) |
| przystanek Witanów                                 |         | 2              | 2                          | - przejście na poziomie szyn | |
| przystanek Boża Wola ♿︎                            |         | 2              | 2                          | - przejście na poziomie szyn - biletomat KM | Boża Wola (1910 – 1939) Boza Wola (1939 – 1946) |
| przystanek Seroki ♿︎                               |         | 2              | 2                          | - przejście na poziomie szyn | |
| stacja Teresin Niepokalanów ♿︎                     |         | 2              | 3                          | - przejście pod torami - biletomat KM | Teresin (1902 – 1922) Szymanów (1923 – 1939) Szymanow (1939 – 1945) Szymanów (1945 – 1998) |
| przystanek Piasecznica ♿︎                          |         | 2              | 2                          | - przejście na poziomie szyn | |
| stacja Sochaczew ♿︎                                |         | 2              | 3                          | - przejście pod torami - kasy biletowe - biletomat KM - parking - informacja dla podróżnych | |
| przystanek Kornelin ♿︎                             |         | 2              | 2                          | - przejście na poziomie szyn | |
| przystanek Nowa Sucha ♿︎                           |         | 2              | 2                          | - przejście na poziomie szyn | Leonów (1902 – 2018) |
| przystanek Kęszyce ♿︎                              |         | 2              | 2                          | - przejście na poziomie szyn | |
| przystanek Jasionna Łowicka ♿︎                     |         | 2              | 2                          | - przejście na poziomie szyn | |
| stacja Bednary ♿︎                                  |         | 2              | 4                          | - przejście na poziomie szyn - przejście pod torami | |
| przystanek Mysłaków ♿︎                             |         | 2              | 2                          | - przejście na poziomie szyn | |
| stacja Łowicz Główny ♿︎                            |         | 2              | 4                          | - kładka - kasy biletowe - biletomaty (IC, KM, ŁKA) - sieć Wi-Fi - parking - informacja dla podróżnych | Łowicz (1845 – 1861) Łowicz Aleksandrowski (1861 – 1902) Lowicz Nord (1915 – 1918) Łowicz Dworzec Aleksandrowski (1918 – 1922) Łowicz (1923 – 1939) Lowicz (1939 – 1941) Lowitsch (1942 – 1945) Łowicz (1945 – 1950) |
| przystanek Niedźwiada Łowicka ♿︎                   |         | 2              | 2                          | - przejście na poziomie szyn | |
| stacja Jackowice ♿︎                                |         | 2              | 2                          | - przejście pod torami | |
| przystanek Zosinów ♿︎                              |         | 2              | 2                          | - przejście na poziomie szyn | |
| stacja Żychlin ♿︎                                  |         | 2              | 2                          | - przejście na poziomie szyn - przejście pod torami | Pniewo (1861 – 1922) Żychlin (1923 – 1939) Zychlin (1939 – 1942) Zichlin (1942 – 1945) |
| przystanek Złotniki Kutnowskie ♿︎                  |         | 2              | 2                          | - przejście na poziomie szyn | Wielka (1948 – 1966) |
| stacja techniczna Stara Wieś                       |         |                |                            | - nastawnia - bocznice kolejowe: | |
| przystanek Sklęczki ♿︎                             |         | 2              | 2                          | - przejście na poziomie szyn | |
| stacja Kutno ♿︎                                    |         | 4              | 6                          | - przejście pod torami - przejście na poziomie szyn - kasy biletowe - biletomaty (IC, KM, ŁKA) - punkt gastronomiczny - kiosk - parking - informacja dla podróżnych                                                                        | Kutno (1861 – 1923) Kutno Osobowe (1924) |
| przystanek Nowe Kutnowskie ♿︎                      |         | 2              | 2                          | - przejście na poziomie szyn | Polkowice (1921 – 1955) Polkowice Kutnowskie (1955 – 1962) |
| stacja Krzewie ♿︎                                  |         | 2              | 4                          | - przejście pod torami | Krzewie (1921 – 1942) Krosswitz (1943 – 1945) |
| przystanek Turzynów ♿︎                             |         | 2              | 2                          | - przejście na poziomie szyn | Turzynow (1939 – 1942) Dittau (1943 – 1946) |
| przystanek Kłodawa ♿︎                              |         | 2              | 4                          | - przejście pod torami - parking - informacja dla podróżnych | Kłodawa (1921 – 1939) Klodawa (1939 – 1942) Tonningen (1943 – 1945) |
| posterunek odgałęźny Zamków                        |         |                |                            | - nastawnia | |
| stacja Barłogi ♿︎                                  |         | 2              | 2                          | - przejście na poziomie szyn | Barłogi (1921 – 1939) Barlogi (1939 – 1942) Barloh (1943 – 1945) |
| stacja Koło ♿︎                                     |         | 2              | 3                          | - przejście pod torami - dojście od dworca, od ulicy - kasy biletowe - sieć Wi-Fi - parking - informacja dla podróżnych | Koło (1921 – 1939) Kolo (1939) Warthbrücken (1939 – 1946) |
| przystanek Budki Nowe ♿︎                           |         | 2              | 2                          | - przejście na poziomie szyn | |
| stacja Kramsk                                      |         | 2              | 4                          | - przejście na poziomie szyn - przejście pod torami | Kramsk (1921 – 1942) Kramshöhe (1943 – 1945) |
| stacja Konin ♿︎                                    |         | 2              | 4                          | - przejście na poziomie szyn - przejście pod torami - kasy biletowe - biletomaty (IC, KW, Polregio) - sieć Wi-Fi - kiosk - punkt gastronomiczny - parking - informacja dla podróżnych                                                      | |
| przystanek Konin Zachód                            |         | 2              | 2                          | - przejście na poziomie szyn - przejście pod torami | |
| przystanek Kawnice ♿︎                              |         | 2              | 2                          | - przejście na poziomie szyn | Kawnica (1948 – 1952) |
| przystanek Spławie ♿︎                              |         | 2              | 2                          | - przejście na poziomie szyn | Spławie (1921 – 1943) Gohlen (1943 – 1946) |
| przystanek Cienin Kościelny ♿︎                     |         | 2              | 2                          | - przejście na poziomie szyn | |
| stacja Cienin                                      |         | 2              | 4                          | - przejście pod torami - przejście na poziomie szyn | Cienin (1923 – 1942) Schottenwalde (1943 – 1945) |
| przystanek Słupca                                  |         | 2              | 2                          | - przejście podziemne - przejście na poziomie szyn - kasy biletowe - parking - informacja dla podróżnych | Słupca (1921 – 1943) Grenzhausen (1943 – 1946) |
| stacja Strzałkowo                                  |         | 2              | 4                          | - przejście pod torami - przejście na poziomie szyn - parking - informacja dla podróżnych | Stralkowo (1888 – 1910) Strzałkowo (1919 – 1939) Stralkowo (1939 – 1942) Stralkau (1942 – 1945) |
| przystanek Wólka ♿︎                                |         | 2              | 2                          | - przejście na poziomie szyn | Wulka (1941 – 1946) |
| przystanek Otoczna ♿︎                              |         | 2              | 2                          | - przejście na poziomie szyn | Otoschno (1888 -1919) Otoczna (1919 – 1943) Breitenlehm (1943 – 1946) |
| przystanek Gutowo Wielkopolskie ♿︎                 |         | 2              | 2                          | - przejście na poziomie szyn | Gutowo (1888 -1890) Kleparz (1890 – 1906) Guthof (1906 – 1923) Gutowo Wielkopolskie (1923 – 1939) Guthof (1939 – 1946)                                                                                               |
| posterunek odgałęźny Sokołowo Wrzesińskie          |         |                |                            | - nastawnia | |
| stacja Podstolice                                  |         | 1              | 2                          | - przejście na poziomie szyn | Tirschdorf (1887 – 1919) Podstolice (1919 – 1939) Tirschdorf (1939 – 1946) |
| posterunek bocznicowy przystanek Nekla ♿︎          |         | 2              | 2                          | - przejście na poziomie szyn - kasy biletowe - parking - informacja dla podróżnych | |
| przystanek Gułtowy ♿︎                              |         | 2              | 2                          | - przejście na poziomie szyn | Gultowy (1890 – 1919) Gułtowy (1919 – 1943) Gulten (1943 – 1946) |
| stacja Kostrzyn Wielkopolski ♿︎                    |         | 2              | 3                          | - przejście pod torami | Kostschin (1887 – 1919) Kostrzyn (1919 – 1939) Kostschin (1939 – 1945) |
| przystanek Paczkowo ♿︎                             |         | 2              | 2                          | - przejście na poziomie szyn | Hartmannsfeld (1891 – 1901) Osthausen (1901 – 1919) Paczkowo (1919 -1939) Osthausen (1939 – 1946) |
| stacja Swarzędz ♿︎                                 |         | 2              | 3                          | - przejście pod torami | Schwersenz (1887 -1919) Swarzędz (1919 – 1939) Schwaningen (1939 – 1946) |
| posterunek odgałęźny ładownia Poznań Antoninek     |         |                |                            | | |
| przystanek Poznań Antoninek ♿︎                     |         | 2              | 2                          | - przejście pod torami - dojście od ulicy | Antoninhof (1907 – 1919) Antoninem (1919 – 1939) Antoninhof (1939 – 1945) Posen Seehof (1943 – 1945) |
| stacja Poznań Wschód ♿︎                            |         | 3              | 5                          | - przejście pod torami - dojście od ulicy | Glowno (1872 – 1909) Glowno Staatsbahnhof (1910 – 1915) Glowno (1916 – 1919) Głowna (1919 – 1925) Poznań Wschodni (1926 – 1939) Posen Ost (1939 – 1945)                                                              |
| przystanek Poznań Garbary ♿︎                       |         | 2              | 2                          | - przejście pod torami - dojście od ulicy - kasy biletowe - biletomat KW - sieć Wi-Fi - informacja dla podróżnych | Posen Gerberdamm (1884 – 1919) Tama Garbarska (1919 – 1922) Poznań Tama Garbarska (1923 – 1939) Posen Gerberdamm (1939 – 1945)                                                                                       |
| stacja Poznań Główny ♿︎                            |         | 10             | 15                         | - przejście pod torami - przejście na poziomie szyn - dojście od ulicy, od dworca - kasy biletowe - biletomaty (IC, KW, Polregio) - przechowalnia bagażu - sieć Wi-Fi - kiosk - punkt gastronomiczny - parking - informacja dla podróżnych | Posen Central Bahnhof (1879 – 1900) Posen Zentralbahnhof (1901 – 1909) Posen (1910 – 1916) Posen Hauptbahnhof (1916 – 1919) Poznań (1919 – 1939) Posen Hauptbahnhof (1939 – 1945)                                    |
| stacja Poznań Górczyn                              |         | 1              | 2                          | - przejście pod torami | Gurczyn (1870 – 1900) St. Lazarus (1901 – 1919) Św. Łazarz (1919 – 1926) Poznań Św. Łazarz (1927 – 1939) Posen St. Lazarus (1939 – 1941) Posen West (1942 – 1945)                                                    |
| bocznica stacyjna Rudnicze                         |         |                |                            | - bocznice kolejowe | |
| przystanek Poznań Junikowo ♿︎                      |         | 2              | 2                          | - dojście od ulicy | |
| stacja Palędzie                                    |         | 2              | 4                          | - przejście pod torami | Dombrowska (1870 – 1919) Palędzie (1919 – 1939) Brandrode (1939 – 1945) |
| przystanek Dopiewo ♿︎                              |         | 2              | 2                          | - przejście pod torami - dojście od ulicy | Dopiewo (1893 – 1943) Wanenfeld (1943 – 1946) |
| przystanek Otusz ♿︎                                |         | 2              | 2                          | - dojście od ulicy | Otusz (1870 – 1900) Otusch (1900 – 1919) Otusz (1919 – 1939) Otusch (1939 – 1942) Ottenhaus (1942 – 1946) |
| stacja Buk                                         |         | 2              | 4                          | - przejście pod torami - przejście na poziomie szyn | Buk (1870 – 1941) Buchenstadt (1942 – 1945) |
| przystanek Wojnowice Wielkopolskie ♿︎              |         | 2              | 2                          | - dojście od ulicy | Kriegerau (1939 – 1946) Wojnowice (1946 – 1963) |
| stacja Opalenica ♿︎                                |         | 2              | 4                          | - przejście pod torami - kasy biletowe - informacja dla podróżnych | Opalenica (1870 – 1900) Opalenitza Staatsbahnhof (1901 – 1919) Opalenitza (1939 – 1941) Oppenbach (1942 – 1945) |
| posterunek bocznicowy przystanek Porażyn ♿︎        |         | 2              | 2                          | - dojście od ulicy | Eichenhorst (1870 – 1919) Porażyn (1919 – 1939) Eichenhorst (1939 – 1945) |
| przystanek Sątopy ♿︎                               |         | 2              | 2                          | - dojście od ulicy | Sontop (1901 – 1919) Sątopy (1919 – 1939) Sontop (1939 – 1946) |
| stacja Nowy Tomyśl                                 |         | 2              | 4                          | - przejście pod torami - przejście na poziomie szyn - kasa biletowa - parking - informacja dla podróżnych | Neutomischel (1870 – 1900) Neutomischel Staatsbahnhof (1901 – 1919) Nowy Tomyśl (1919 – 1939) Neutomischel (1939 – 1945)                                                                                             |
| przystanek Jastrzębsko ♿︎                          |         | 2              | 2                          | - dojście od ulicy | Friedenhorst (1870 – 1919) Jastrzębiec (1919 – 1923) Jastrzębsko (1923 – 1939) Friedenhorst (1939 – 1946) |
| posterunek bocznicowy przystanek Chrośnica ♿︎      |         | 2              | 2                          | - dojście od ulicy | Chroschnitz (1885 – 1909) Kroschnitz (Kr. Meseritz) (1910 – 1919) Chrośnica (1920 – 1939) Kroschnitz (1939 – 1945)                                                                                                   |
| stacja Zbąszyń ♿︎                                  |         | 3              | 4                          | - przejście pod torami - dojście od ulicy - kasy biletowe - parking - informacja dla podróżnych | Bentschen (1870 – 1919) Zbąszyń (1919 – 1939) Bentschen (1939 – 1945) |
| posterunek odgałęźny Chlastawa                     |         |                |                            | - nastawnia | |
| stacja Zbąszynek ♿︎                                |         | 4              | 6                          | - przejście pod torami - kasy biletowe - informacja dla podróżnych | Neu Bentschen (1930 – 1946) |
| posterunek odgałęźny Dąbrówka Zbąska               |         |                |                            | - nastawnia | |
| stacja Szczaniec ♿︎                                |         | 2              | 3                          | - przejście na poziomie szyn - dojście od ulicy | Stentsch (1870 – 1945) |
| przystanek Kupienino ♿︎                            |         | 2              | 2                          | - dojście do ulicy | Koppen (1899 – 1946) Kupienin (1946 – 1947) |
| stacja Świebodzin ♿︎                               |         | 3              | 4                          | - przejście pod torami - dojście od ulicy | Schwiebus (1870 – 1945) Świebodzin Wielkopolski (1945 – 1967) |
| przystanek Wilkowo Świebodzińskie ♿︎               |         | 2              | 2                          | - przejście na poziomie szyn | Wilkau (bei Schwiebus) (1909 – 1946) Wilków (1946 – 1947) |
| przystanek Mostki ♿︎                               |         | 2              | 2                          | - przejście na poziomie szyn - dojście od ulicy | Möschten (1936 – 1946) |
| stacja Toporów ♿︎                                  |         | 2              | 4                          | - przejście pod torami | Topper (1882 – 1945) |
| przystanek Drzewce ♿︎                              |         | 2              | 2                          | - przejście na poziomie szyn | Neu Cunersdorf (1870 -1906) Leichholz (1906 -1946) Debrznica (1946 – 1947) Drzewce Lubuskie (1947 – 1948) |
| posterunek odgałęźny ładownia przystanek Torzym ♿︎ |         | 2              | 2                          | - przejście na poziomie szyn - dojście od ulicy | Sternberg (1870 – 1900) Sternberg (Neumark) (1901 – 1945) Toruń Lubuski (1945 – 1946) |
| stacja Boczów ♿︎                                   |         | 2              | 4                          | - przejście na poziomie szyn | Bottschow (1855 – 1945) |
| stacja Rzepin ♿︎                                   |         | 4              | 6                          | - przejście pod torami - przejście na poziomie szyn - dojście od ulicy, od dworca - kasy biletowe - sieć Wi-Fi - parking - informacja dla podróżnych                                                                                       | Reppen (1870 – 1945) Rypin Lubuski (1945 – 1946) |
| posterunek odgałęźny Kunowice                      |         |                |                            | - nastawnia | |
| przystanek Kunowice ♿︎                             |         | 2              | 2                          | - przejście na poziomie szyn | Blankensee (1870 – 1898) Blankensee bei Frankfurt (O) (1898 – 1901) Kunersdorf (Kr. West-Sternberg) (1902 – 1909) Kunersdorf (Kr. Weststernberg) (1910 – 1939) Kunersdorf (1940 – 1945) Kunowsko (1945 – 1946)       |
| przystanek Słubice ♿︎                              |         | 2              | 2                          | - przejście na poziomie szyn | |

## Modernizacja
Linia z racji swojego międzynarodowego charakteru (E20) jest stale modernizowana. Celem modernizacji w latach 1998–2007 było dostosowanie parametrów linii do standardów unijnych i wymogów umów AGC (Umowa europejska o głównych międzynarodowych liniach kolejowych) i AGTC (Europejska umowa o głównych międzynarodowych liniach transportu kombinowanego i obiektach towarzyszących), które umożliwiły jazdę pociągów pasażerskich z prędkością 160 km/h, a towarowych 120 km/h z naciskiem na oś 225 kN.
Zakres modernizacji linii objął m.in.:
- wykonanie na szlakach i stacjach robót w zakresie wymiany szyn i podkładów oraz odwodnienia,
- modernizację sieci trakcyjnej,
- modernizację przejazdów kolejowo-drogowych w zakresie nawierzchni oraz, tam gdzie jest to konieczne, budowy dróg równoległych,
- modernizację obiektów inżynieryjnych,
- modernizację urządzeń łączności i urządzeń sterowania ruchem kolejowym.

Źródła finansowania: Phare, Europejski Bank Inwestycyjny (EBI), Fundusz Spójności (ISPA/FS), Budżet państwa oraz ze środków własnych.

### Na odcinku Rzepin – Granica Państwa
W roku 2000 wdrożone zostały, poprzez podpisanie Memorandum Finansowego, działania związane z uruchomieniem projektu. Realizacja zasadniczych prac modernizacyjnych przygranicznego odcinka tj. Rzepin – Granica Państwa o długości 15 km została zakończona w czerwcu 2004 r.
Zakres projektu obejmował:
- budowę przystanku osobowego w Słubicach,
- przebudowę stacji Kunowice,
- wymianę nawierzchni na 15 km linii kolejowej,
- przebudowę 15 km samoczynnej blokady liniowej oraz urządzeń elektroenergetycznych,
- modernizację urządzeń sterowania ruchem kolejowym,
- przebudowę sieci trakcyjnej na całym odcinku.

Zgodnie z podpisaną w dniu 8 grudnia 2003 r. zmianą do Memorandum Finansowego w ramach projektu realizowana jest umowa na zaprojektowanie i wybudowanie dwóch przejść dla zwierząt.
Wartość projektu: 24,2 mln €
Źródła finansowania:
- Fundusz Spójności (75%),
- Budżet państwa (25%).

Całkowity koszt projektu zaplanowano na 24 195 902 €, natomiast Komisja Europejska zatwierdziła koszty kwalifikowane w wysokości 23 033 384 €, w tym udział funduszu Spójności wyniósł 75%, tj. 17 275 038 €, a pozostałe wydatki zostały pokryte z budżetu państwa.
6 września 2007 r. przekazano do Komisji Europejskiej Wniosek o dokonanie zmian warunków przedsięwzięcia w ramach FS, uwzględniający między innymi wydłużenie okresu ważności Memorandum Finansowego z 31 grudnia 2007 r. do 31 grudnia 2008 r.
Okres realizacji: 2000–2007 r.

### Na odcinku Warszawa Zachodnia – Rzepin
Projekt obejmował pomoc techniczną, tj. przygotowanie studium wykonalności i aplikacji dla przeprowadzenia modernizacji linii na dwóch zasadniczych odcinkach wchodzących w skład II Korytarza Transportowego:
- 1. Warszawa – Rzepin,
- 2. Łowicz Główny – Skierniewice – Łuków.

Modernizacja odcinka Warszawa – Rzepin (E 20 – pozostałe roboty) obejmowała dokończenie modernizacji odcinka Warszawa – Rzepin w zakresie:
- unowocześnienia stacji Łowicz Główny, Kutno, Koło, Konin, Świebodzin,
- budowy dwupoziomowych skrzyżowań dróg publicznych z torami kolejowymi linii E 20 oraz ekologicznych przejść dla zwierząt,
- zakończenia modernizacji obiektów inżynieryjnych i podtorza,
- wymiany nawierzchni torowej na odcinkach nie objętych wymianą w zadaniu Warszawa – Kunowice Etap I,
- budowy urządzeń radiołączności i systemu kierowania ruchem pociągów.

Realizacja planowanej modernizacji odcinka C – E20 Łowicz Główny – Skierniewice – Łuków odbyło się w ramach 5 zadań inwestycyjnych:
- odcinek Warszawa – Kutno (w tym stacje Łowicz Główny, Kutno),
- odcinek Kutno – Poznań (w tym stacje Koło i Konin),
- odcinek Poznań – Rzepin (w tym obejście Zbąszynka),
- odcinek Łowicz Główny – Skierniewice – Czachówek,
- odcinek Czachówek – Łuków.

Wartość projektu: 3,45 mln €
Źródła finansowania:
- Fundusz Spójności (75%),
- Budżet państwa (25%).

Realizacja: grudzień 2004 – październik 2007 r.

### Modernizacja Poznańskiego Węzła Kolejowego
Poznański Węzeł Kolejowy jest zlokalizowany w gęsto zabudowanym obszarze miejskim. Krzyżują się w nim dwa ważne ciągi komunikacyjne łączące wschód i zachód oraz północ i południe Europy. Zły stan techniczny urządzeń oraz nawierzchni sprawiał, iż stanowił „wąskie gardło” w międzynarodowych połączeniach transportowych, utrudniając płynne prowadzenie ruchu pociągów.
Zmodernizowany odcinek to 21 km zelektryfikowanej, dwutorowej linii od stacji Swarzędz do stacji Poznań Junikowo, na którym usytuowane są przystanek i posterunek odgałęźny Poznań Antoninek, stacja Poznań Wschód, przystanek Poznań Garbary, węzeł kolejowy Poznań Główny oraz stacja Poznań Górczyn.
Zakres prac obejmował modernizację:
- urządzeń sterowania ruchem kolejowym (srk),
- układu torowego,
- nawierzchni i podtorza kolejowego,
- zasilania elektroenergetycznego i sieci trakcyjnej,
- obiektów inżynieryjnych i inżynierskich.

Zaplanowana modernizacja była realizowana w ramach 7 kontraktów:
- opracowania dokumentacji przetargowej i projektowej, okres realizacji: 36 miesięcy, wartość: 1,98 mln €,
- wykonania projektu i budowa systemu sygnalizacji okres realizacji: 27 miesięcy, wartość: 30,5 mln €,
- wykonania robót elektroenergetycznych i sieciowych na szlaku Poznań Antoninek – Poznań Wschód okres realizacji: 3 miesiące, wartość: 2,34 mln zł (środki własne PKP PLK),
- wykonania robót nawierzchniowych i podtorowych, obiektów inżynieryjnych i inżynierskich oraz robót towarzyszących okres realizacji: 26 miesięcy, wartość: 51,6 mln €,
- modernizacji sieci trakcyjnej i systemu zasilania okres realizacji: 26 miesięcy, wartość: 20,46 mln €,
- budowy skrzyżowania dwupoziomowego w Swarzędzu okres realizacji: 14 miesięcy, wartość: 1,35 mln €,
- nadzoru nad robotami i pełnienia funkcji Inżyniera Projektu okres realizacji: 38 miesięcy, wartość: 2,25 mln €.

Źródła finansowania:
- Fundusz Spójności (75%),
- Budżet państwa (25%).

Realizacja: 2003–2009 r.

### Modernizacja odcinka Sochaczew – Swarzędz
Wspomniany odcinek przechodził modernizację w latach 1998–2007, której celem było dostosowanie parametrów linii do standardów unijnych i wymogów umów AGC (Umowa europejska o głównych międzynarodowych liniach kolejowych) i AGTC (Europejska umowa o głównych międzynarodowych liniach transportu kombinowanego i obiektach towarzyszących), które umożliwiły jazdę pociągów pasażerskich z prędkością 160 km/h, a towarowych 120 km/h z naciskiem na oś 225 kN. Nie objęła ona jednak stacji kolejowych, obiektów inżynieryjnych oraz odcinka Słupca – Zamków, na którym istnieje duża różnica czasu przejazdu pociągów z powodu złego stanu toru nr 2, na którym prędkość ograniczono do 120 km/h.
Modernizacja ma objąć te elementy infrastruktury, które zostały pominięte podczas prac w latach 1993–2001 i obejmuje 6 zadań:
- Zadanie nr 1 – opracowanie koncepcji programowo-przestrzennej dla odcinka Sochaczew – Swarzędz oraz odcinka Placencja – Łowicz,
- Zadanie nr 2 – opracowanie dokumentów niezbędnych do uzyskania decyzji o ustaleniu lokalizacji linii kolejowej i ich uzyskanie,
- Zadanie nr 3 – opracowanie projektów budowlanych dla zakresów LCS Łowicz, LCS Kutno, LCS Konin,
- Zadanie nr 4 – opracowanie wniosków o wydanie pozwoleń na budowę wraz z przeprowadzeniem ponownej oceny oddziaływania na środowisko i opracowaniem niezbędnej dokumentacji do przeprowadzenia takiej oceny i uzyskanie pozwoleń na budowę,
- Zadanie nr 5 – opracowanie projektów wykonawczych dla zakresów LCS Łowicz, LCS Kutno, LCS Konin,
- Zadanie nr 6 – opracowanie dokumentacji przetargowej na roboty budowlane dla realizacji 3 kontraktów w trybie „buduj”: LCS Łowicz, LCS Kutno, LCS Konin – koszty niekwalifikowalne[37]

Przebudowa obejmie 230 km torów, modernizację stacji Łowicz Główny, Kutno, Koło, Podstolice oraz przystanków Leonów, Mysłaków, Azory i Konin Zachód; zbudowane zostaną również 2 wiadukty drogowe w Łowiczu i Koninie.
Wartość projektu: 462,71 mln €
Źródła finansowania:
- Unijny instrument finansowy CEF „Łącząc Europę”

Realizacja:
- 30 marca 2017 – podpisano umowę z Torpolem na modernizację odcinka Barłogi – Swarzędz[39],
- 5 kwietnia 2017 – podpisano umowę z konsorcjum firm ZUE, Strabag i Budimeks na modernizację odcinka Żychlin – Barłogi[40],
- 18 kwietnia 2017 – podpisano umowę z konsorcjum firm na czele z Trakcją PRKiI na modernizację odcinka Sochaczew – Żychlin[41].

### Modernizacja Warszawskiego Węzła Kolejowego
W sierpniu 2017 PKP PLK podpisały z firmą ZUE umowę na modernizację odcinka Warszawa – Granica LCS Łowicz (Sochaczew).

### Instalacja systemu ERTMS
5 stycznia 2018 PKP PLK podpisały umowę z przedsiębiorstwem Thales umowę na instalację systemu ERTMS na odcinku Kunowice – Warszawa Gołąbki.

## Ruch pociągów

### Pociągi podmiejskie i regionalne
Linia jest obsługiwana przez Koleje Mazowieckie na odcinku Warszawa Zachodnia – Kutno, Łódzką Kolej Aglomeracyjną na odcinku Kutno – Łowicz Główny, Koleje Wielkopolskie, w tym Poznańską Kolej Metropolitalną na odcinku Kutno – Zbąszynek oraz Polregio na odcinku Poznań Wschód – Frankfurt (Oder). Planowane jest utworzenie połączenia Ożarów Mazowiecki – Warszawa Rembertów obsługiwanego przez Szybką Kolej Miejską.

### Pociągi dalekobieżne
Na linii odbywają się kursy pociągów dalekobieżnych.

### Pociągi towarowe
Ruch towarowy odbywa się przede wszystkim na odcinkach Warszawa Gołąbki – Swarzędz oraz Poznań Górczyn – Kunowice (GP), jako że podane fragmenty wchodzą w skład Kolejowego Korytarza Towarowego nr 8 Morze Północne – Morze Bałtyckie. Dodatkowo wykorzystywany jest odcinek Swarzędz – Poznań Wschód do obsługi bocznic kolejowych przy stacji Poznań Wschód.